# Castello dei Romani
Il castello dei Romani, conosciuto anche come castello di Scrivellano,  è una fortificazione, situata a Scrivellano, frazione del comune italiano di Travo, in provincia di Piacenza. Il castello si trova sulla fascia pedecollinare del versante sinistro della val Trebbia.

## Storia
Il castello, con il toponimo latino di Scrovellanum, è citato per la prima volta in alcune cronache medievali del 1234, anno in cui fu distrutto da forze guelfe piacentine, supportate da milizie cremonesi, dopo un tentativo fallito di convincere i nobili rifugiatisi nella vicina Rivergaro ad arrendersi.
Nel 1312 l'edificio fu conquistato da Francesco Scoto, su ordine del padre Alberto; in seguito fu possesso della famiglia Anguissola, la quale nel 1438 fu investita del titolo comitale. Successivamente, nel 1595, come testimoniato dal Bolzoni, il castello risultava in possesso del conte Camillo Landi.
Dopo aver subito ingenti danni da parte di soldati spagnoli, il 3 marzo 1644 il castello, in condizioni diroccate, fu ceduto dai conti Ottaviano, Alessandro e Carlo Landi a Carlo Antonio Novati in cambio di 15 000 lire. Ritornato di proprietà della famiglia Landi, rimase tra i beni famigliari fino agli ultimi anni del XVIII secolo.
Nel secolo successivo fu di proprietà della famiglia Romani, da cui derivò il nome castello dei Romani.
Il 15 agosto del 1972 una torre di guardia posta a nord del complesso fu vittima di un incendio, alimentato dalla paglia e dal fieno che vi erano depositati, che causò la distruzione di un ripiano in legno e del tetto della struttura.

## Struttura
Dell'originario edificio, rimangono un corpo di fabbriaca a pianta rettangolare, piuttosto rimaneggiato, e la torre a base quadrata, caratterizzata da un accesso murato, dotato di due grandi mensole realizzate in pietra, probabilmente utilizzate come supporto per il ponte levatoio. Oltre ad essa è presente un'altra torre, a nord del castello, in precarie condizioni dopo l'incendio del 1972.